# Мелер
Мелер — село в Джейрахском районе Ингушетии. Входит в сельское поселение Гули.

## География
Расположено на юге Республики Ингушетия,  в 21 километре на восток (по прямой) от Гули, административного центра поселения. Ближайшие населённые пункты: Цхаралте, Цхийри, Мусийкъонгийкоте.

### Часовой пояс
Село Мелер, как и вся Республика Ингушетия, находится в часовой зоне МСК (московское время). Смещение применяемого времени относительно UTC составляет +3:00.

## Население
| 1926 | 2010 |
| ---- | ---- |
| 2    | ↘0   |

## Инфраструктура
Отсутствует.